# Collegio elettorale di Santa Maria Capua Vetere (Senato della Repubblica)
Il collegio di Santa Maria Capua Vetere fu un collegio elettorale uninominale della Repubblica Italiana per l'elezione del Senato della Repubblica. Apparteneva alla circoscrizione Campania e fu utilizzato per eleggere un senatore nella XII, XIII e XIV legislatura.
Venne istituito nel 1993 con la cosiddetta Legge Mattarella (Legge n. 276, Norme per l'elezione del Senato della Repubblica), attuata in seguito al referendum abrogativo del 1993. La legge istituì per la Camera dei deputati e per il Senato della Repubblica un sistema di elezione misto, in parte maggioritario e in parte proporzionale. Il 75% dei parlamentari dell'assemblea veniva eletto in collegi uninominali tramite sistema maggioritario a turno unico; il restante 25% al Senato veniva eletto tramite recupero proporzionale dei più votati non eletti attraverso un meccanismo di calcolo denominato "scorporo", cioè sottraendo dal conteggio dei voti totali di una lista nella parte proporzionale i voti ottenuti dai candidati collegati alla medesima lista che erano eletti nei collegi uninominali con il sistema maggioritario.
Il collegio venne abolito insieme a tutti gli altri che costituivano il Senato con la promulgazione della legge elettorale successiva, la cosiddetta Legge Calderoli. Questa prevedeva un sistema proporzionale con premio di maggioranza, che al Senato veniva attribuito a livello regionale.

## Territorio
Il collegio di Santa Maria Capua Vetere era uno dei 22 collegi uninominali in cui era suddivisa la Campania e, come previsto dal D.Lgs. del 20 dicembre 1993 n. 535, era interamente compreso nella provincia di Caserta e comprendeva i seguenti comuni: Ailano, Alife, Alvignano, Baia e Latina, Bellona, Caianello, Caiazzo, Calvi Risorta, Camigliano, Capriati a Volturno, Capua, Carinola, Castel Campagnano, Castel di Sasso, Castello del Matese, Cellole, Ciorlano, Conca della Campania, Dragoni, Falciano del Massico, Fontegreca, Formicola, Gallo Matese, Galluccio, Giano Vetusto, Gioia Sannitica, Letino, Liberi, Marzano Appio, Mignano Monte Lungo, Mondragone, Pastorano, Piana di Monte Verna, Piedimonte Matese, Pietramelara, Pietravairano, Pignataro Maggiore, Pontelatone, Prata Sannita, Pratella, Presenzano, Raviscanina, Riardo, Rocca d'Evandro, Roccamonfina, Roccaromana, Rocchetta e Croce, Ruviano, San Gregorio Matese, San Pietro Infine, San Potito Sannitico, San Tammaro, Sant'Angelo d'Alife, Santa Maria Capua Vetere, Sessa Aurunca, Sparanise, Teano, Tora e Piccilli, Vairano Patenora, Valle Agricola e Vitulazio.

## Eletti
| Elezione | Elezione                | Senatore       | Partito                    |
| -------- | ----------------------- | -------------- | -------------------------- |
|          | 1994                    | Filippo Reccia | Polo del Buon Governo (AN) |
|          | 1996                    | Emiddio Novi   | Polo per le Libertà (FI)   |
| 2001     | Casa delle Libertà (FI) | Emiddio Novi   |                            |

## Dati elettorali

### XII legislatura
|                               | Filippo Reccia ✔️ Eletto | Polo del Buon Governo         | 46 865  | 34,75 |  |  |  |  |  |
|                               | Corrado Verzillo         | Progressisti                  | 36 267  | 26,89 |  |  |  |  |  |
|                               | Armando Stefanelli       | Patto per l'Italia            | 32 015  | 23,74 |  |  |  |  |  |
|                               | Francesco D'Angelo       | Unità Popolare                | 11 716  | 8,69  |  |  |  |  |  |
|                               | Alfonso Martucci         | Unione Cristiani e Riformisti | 7 985   | 5,92  |  |  |  |  |  |
| Totale                        | Totale                   | Totale                        | 134 848 | 100   |  |  |  |  |  |
|                               |                          |                               |         |       |  |  |  |  |  |
| Voti non validi               | Voti non validi          | Voti non validi               | 26 140  | 16,24 |  |  |  |  |  |
| Votanti                       | Votanti                  | Votanti                       | 160 988 | 78,54 |  |  |  |  |  |
| Elettori                      | Elettori                 | Elettori                      | 204 987 |       |  |  |  |  |  |
|                               |                          |                               |         |       |  |  |  |  |  |
| Data: 27-28 marzo 1994        |                          |                               |         |       |  |  |  |  |  |
| Fonte: Ministero dell'interno |                          |                               |         |       |  |  |  |  |  |

### XIII legislatura
|                               | Emiddio Novi ✔️ Eletto    | Polo per le Libertà                | 63 319  | 46,80 |  |  |  |  |  |
|                               | Salvatore De Rosa         | L'Ulivo                            | 56 047  | 41,43 |  |  |  |  |  |
|                               | Alfonso Piccirillo        | Movimento Sociale Fiamma Tricolore | 8 879   | 6,56  |  |  |  |  |  |
|                               | Annamaria Gelsomino Salvi | Socialista                         | 4 146   | 3,06  |  |  |  |  |  |
|                               | Mario Tardugno            | Democrazia Sociale                 | 2 894   | 2,14  |  |  |  |  |  |
| Totale                        | Totale                    | Totale                             | 135 285 | 100   |  |  |  |  |  |
|                               |                           |                                    |         |       |  |  |  |  |  |
| Voti non validi               | Voti non validi           | Voti non validi                    | 22 270  | 14,13 |  |  |  |  |  |
| Votanti                       | Votanti                   | Votanti                            | 157 555 | 74,82 |  |  |  |  |  |
| Elettori                      | Elettori                  | Elettori                           | 210 573 |       |  |  |  |  |  |
|                               |                           |                                    |         |       |  |  |  |  |  |
| Data: 21 aprile 1996          |                           |                                    |         |       |  |  |  |  |  |
| Fonte: Ministero dell'interno |                           |                                    |         |       |  |  |  |  |  |

### XIV legislatura
|                               | Emiddio Novi ✔️ Eletto | Casa delle Libertà                   | 69 698  | 47,62 |  |  |  |  |  |
|                               | Basilio Mazzarella     | L'Ulivo                              | 48 607  | 33,21 |  |  |  |  |  |
|                               | Bernardo Pirollo       | Democrazia Europea                   | 9 038   | 6,17  |  |  |  |  |  |
|                               | Renato Delle Femine    | Partito della Rifondazione Comunista | 6 147   | 4,20  |  |  |  |  |  |
|                               | Pietro Della Corte     | Lista Di Pietro                      | 5 097   | 3,48  |  |  |  |  |  |
|                               | Battista Izzo          | Fiamma Tricolore                     | 3 583   | 2,45  |  |  |  |  |  |
|                               | Antonio Della Rocca    | Lista Pannella-Bonino                | 1 882   | 1,29  |  |  |  |  |  |
|                               | Luigi Maiorano         | Movimento delle Libertà              | 1 257   | 0,86  |  |  |  |  |  |
|                               | Giovanna De Biaso      | Forza Nuova                          | 1 061   | 0,72  |  |  |  |  |  |
| Totale                        | Totale                 | Totale                               | 146 370 | 100   |  |  |  |  |  |
|                               |                        |                                      |         |       |  |  |  |  |  |
| Voti non validi               | Voti non validi        | Voti non validi                      | 19 268  | 11,63 |  |  |  |  |  |
| Votanti                       | Votanti                | Votanti                              | 165 638 | 75,57 |  |  |  |  |  |
| Elettori                      | Elettori               | Elettori                             | 219 171 |       |  |  |  |  |  |
|                               |                        |                                      |         |       |  |  |  |  |  |
| Data: 13 maggio 2001          |                        |                                      |         |       |  |  |  |  |  |
| Fonte: Ministero dell'interno |                        |                                      |         |       |  |  |  |  |  |